# Paraphlomis shunchangensis
Paraphlomis shunchangensis là một loài thực vật có hoa trong họ Hoa môi. Loài này được Z.Y.Li & M.S.Li mô tả khoa học đầu tiên năm 1989 publ. 1990.